# Animal Locomotion

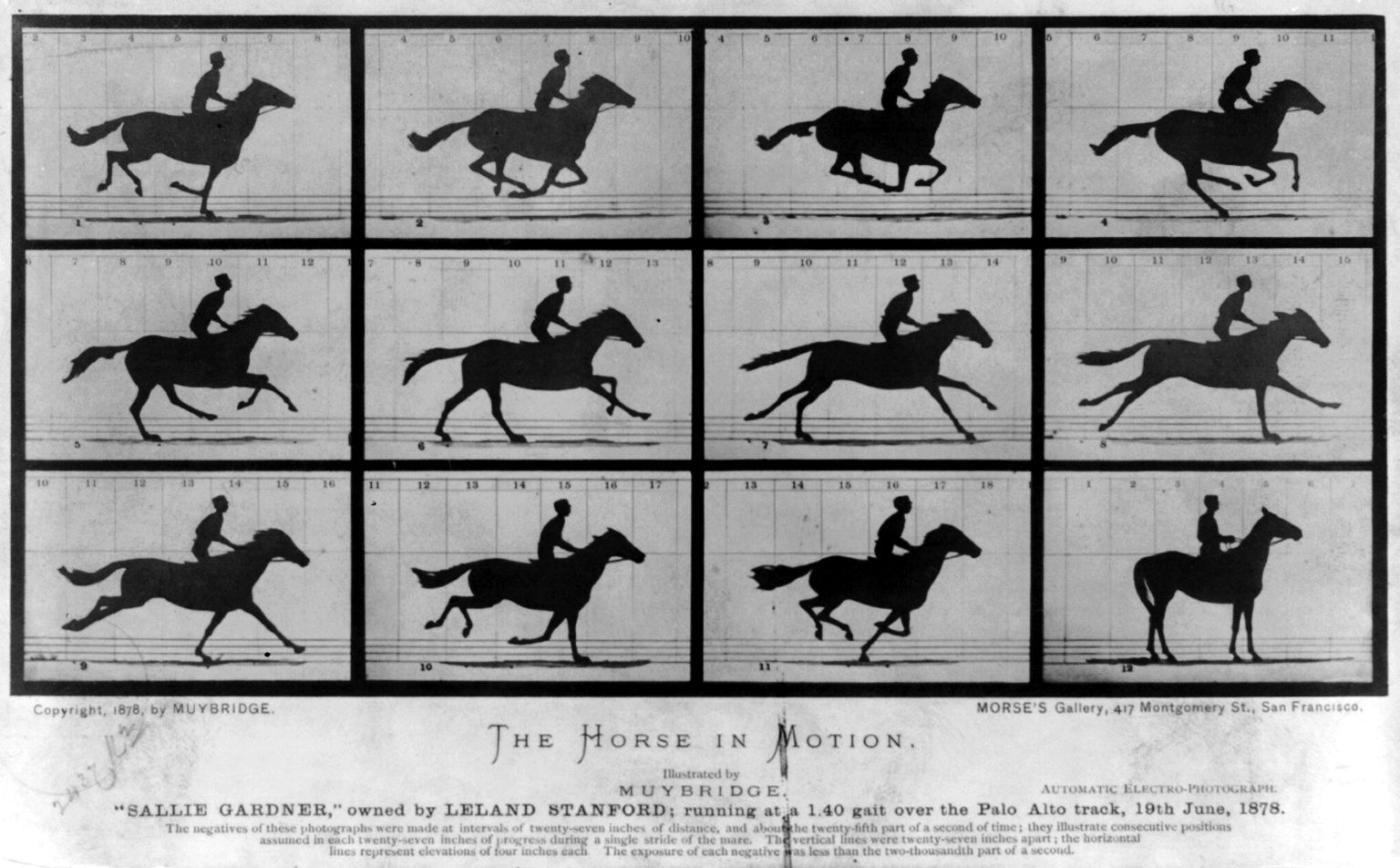
Eadweard Muybridge: Kůň v pohybu, cyklus Animal Locomotion 1878

Nejznámější Muybridgova série běžícího koně v pohybu

Animal Locomotion a The Human Figure in Motion jsou díla anglického fotografa a vynálezce Eadwearda Muybridge. Ten je známý svými studiemi pohybu, používáním několika fotoaparátů zároveň a také vynálezem zoopraxiskopu a kinematoskopu – což byla zařízení na promítání pohyblivých obrázků o mnoho let dříve, než přišel na trh celuloidový kinofilm. Považuje se především za zakladatele chronofotografie. Fotografoval až třiceti kamerami. Jako výsledek své práce ve Filadelfii roku 1887 zveřejnil 781 světlotisků pod názvem Animal Locomotion a The Human Figure in Motion. Tyto sekvence fotografií pořízených ve zlomcích sekundy od sebe zachycují obrazy různých zvířat a lidí při různých akcích. Spolupracoval také s lékaři a fyziology a svými studiemi ženského a mužského těla se řadí mezi průkopníky fotografie aktu. Jeho fotografie jsou také součástí sbírky Fotografis, která byla představena na začátku roku 2009 v Praze.

## Historie
O pohyb se začal zajímat v roce 1873, kdy se Leland Stanford, železniční magnát a chovatel koní, vsadil o 25 000 USD, že v určitém stadiu koňského klusu se ani jedna ze čtyř nohou nedotýká země. Muybridge se rozhodl dokázat, že Stanford má pravdu a s jeho finanční podporou vytvořil sérii snímků na mokrých kolódiových deskách, které tento výrok potvrdily. Revoluční snímky si získaly celosvětovou pozornost a inspirovaly Muybridge ke změně kariéry z „umělce s fotografickým pohledem“ na vědeckého fotografa a lektora.
V dřevěné budově postavil 24 fotografických přístrojů, na jeden okraj závodiště zavěsil bílý horizont a na druhý umístil v pravidelných intervalech řadu fotoaparátů. Přes dráhu položil provázky, které v okamžiku, kdy je běžící kůň přetrhl, postupně uvolnily pružinové závěrky fotoaparátů. Práce na důkazu mu trvala šest let (1873–1878), vytvořil řadu fotografických přístrojů a nafotografoval přes 20 000 snímků. Již tenkrát Muybridge použil expoziční doby až 1/6000 sekundy. Většinu snímků exponoval 1/1000 sekundy, na tu dobu také velmi krátkým expozičním časem. Ve vydání z května 1882 byl v časopisu Nature zveřejněn Muybridgeův článek, ve kterém napsal, že „v blízké budoucnosti, budou výsledky důležitých závodů záviset na fotografii, která bude určovat vítěze“. Nedlouho poté 25. června 1890 byla při koňských dostizích v New Jersey pořízena nejstarší známá cílová fotografie.

1893 papírový disk Zoopraxiscope od Muybridge, Horse Galloping

V roce 1879 Muybridge vytvořil zoöpraxiscope (prohlížeč akcí se zvířaty), projekční zařízení, které vytvářelo cyklické animace pohybu zvířat, zahrnující technologie z fotografie, magické lucerny a zoetropu. Fotograf vytvořil malované sekvence na skleněné disky zoopraxiskopu, které byly založeny na jeho fotografiích pohybových studií, aby vytvořily ranou formu animace. Muybridge je použil k ilustraci svých přednášek, které byly prezentovány publiku v USA a Evropě, a označil tak svůj příspěvek k fotografii a filmu ve vztahu k „zážitku času v rámci modernity“.
Ve zprávě z roku 1885 fotograf uvedl, že jeho zájem o pohyb zvířat byl inspirován pozorováním orla letícího v Yosemitském údolí v Kalifornii před několika lety. Muybridge popsal ptáka tak, že „vytvářel četné klapky svými křídly, ale při letu přes údolí na jiný vrchol urazil vzdálenost více než míle s jediným mávnutím křídel. Byl jsem přesvědčen, že jednotlivé pohyby peří ptáka udržovaly a poháněly, a na negativních deskách orla, jehož let jsme minulý čtvrtek fotografovali, mohu dokázat, že můj závěr byl správný.“ Tyto dřívější fotografie v Kalifornii tvořily základ pro jeho pozdější práci s Pensylvánskou univerzitou.

## Komise

Pštrosí běh, animace

Projekt Animal Locomotion byl společným úsilím mezi fotografem a institucionálním komisionářem na Pensylvánské univerzitě. V roce 1883 se Muybridge setkal s Williamem Pepperem a J. B. Lippincottem, aby projednali plán vědecké studie zaměřené na analýzu pohybu zvířat a lidí. Univerzita přispěla 5 000 dolary a považovala navrhovaný projekt za důležitý výzkum, který by prospěl antropologii, fyziologii, medicíně a sportu. Komise byla jmenována v březnu 1884 a zahrnovala univerzitní profesory Peppera, Josepha Leidyho, George Fredericka Barkera, Lewise M. Haupta a emeritního Harrisona Allena, jakož i Thomase Eakinse a Edwarda Hornora Coatese z Pensylvánské akademie výtvarných umění. Projekt nakonec trval déle než tři roky a náklady vzrostly na téměř 30 000 dolarů, ale univerzita věřila, že neočekávané množství času a peněz bylo dobře vynaloženo. Mělo se za to, že tento obrovský soubor prací má pro vědu a umění trvalý význam a trvalo by roky, než by byl veškerý materiál kriticky prozkoumán.
Od jara 1884 do podzimu 1885 Muybridge a jeho tým vytvořili přes 100 000 snímků, většinou ve venkovním studiu na severovýchodním rohu univerzity č.p. 36 a Pine, zaznamenávající pohyby zvířat z veterinární nemocnice a od lidí: Univerzitní profesoři, studenti, sportovci, pacienti Blockley Almshouse a místní obyvatelé. Thomas Eakins s ním krátce spolupracoval, ačkoli malíř preferoval práci s vícenásobnou expozicí na jediném negativu, zatímco Muybridge preferoval zachycení pohybu pomocí více fotografických kamer.
Muybridge strávil tři týdny v srpnu a září 1884 a další tři týdny v srpnu 1885 ve Philadelphia Zoo fotografováním všech druhů zvířat. Mezi publikované desky s exotickými druhy patří Capybara Walking zobrazující největšího hlodavce světa, Pštrosí běh (vytištěno také jako kyanotypie) a American Bison Cantering.
Obrázky plnokrevných koní vznikly v Gentlemen's Driving Park ve Philadelphii.

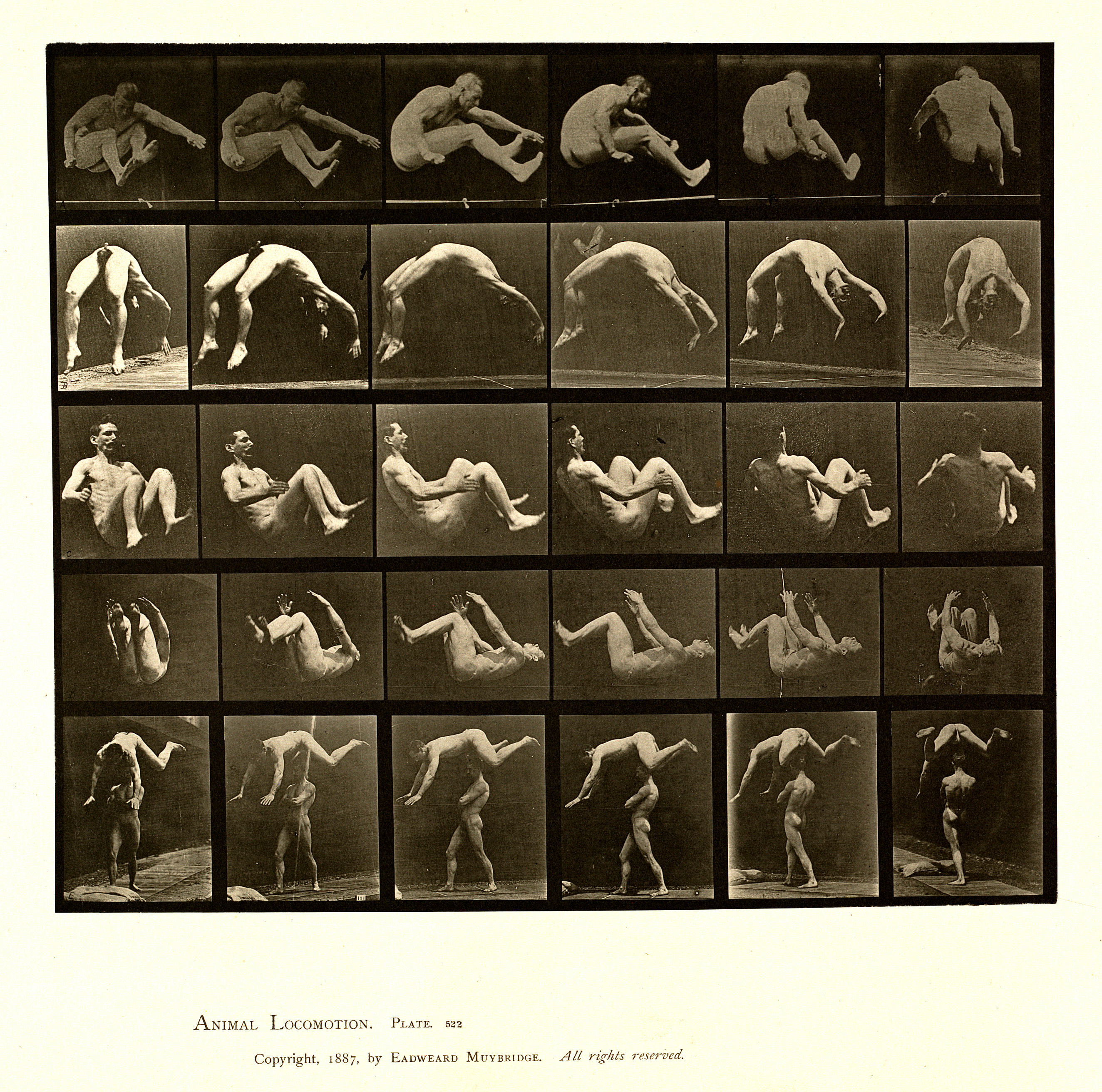
Muybridge Animal locomotion, deksa 522. A 97, skok do dálky; B 98, skok na rukách; C 98, salto; D 99, salto; E 99, skok přes stojícího muže (1887)

## Technika
Ve venkovním studiu Muybridgeův tým použil řadu dvaceti čtyř fotografických kamer o rozměrech 4 x 5 palců, umístěných 15 centimetrů od sebe ve vzdálenosti 15 metrů od dráhy. Vylepšený systém elektromagnetické závěrky s variabilními gumičkami reguloval expozice. Muybridge nechal vyrobit dvě další řady menších přenosných kamer; to umožnilo flexibilnější umístění a rychlejší provoz. Dvě pole 12 kamer, každá byla obvykle umístěna v přední a zadní části dráhy, pro pohledy na přibližující se a vzdalující se subjekty kromě bočních pohledů na sadu 24 kamer. Mnohé z publikovaných sérií obsahují 36 snímků s pohyblivými objekty zaznamenanými ze dvou nebo tří úhlů. Muybridge také provedl studie foreshorteningu se šesti kamerami umístěnými pod různými úhly současně (srovnatelné s pozdějším efektem bullet time).
Napínací dráty způsobovaly nepravidelné sekvence, kdy subjekty neudržely konstantní chůzi. Muybridge proto vyvinul zařízení pro vytváření po sobě jdoucích elektrických kontaktů automaticky a ve stejných intervalech, dlouhých nebo krátkých, podle potřeby. Každá závěrka byla spojena s chronografickými hodinami, které zaznamenávaly expozice. Muybridge s sebou nosil telegrafický klíč, který byl napojen na hodinový stroj a umožňoval mu dotykem odpálit celou sérii kamer.
Zatímco pracoval v Kalifornii, Muybridge používal proces s mokrými deskami při vytváření svých albuminových fotografií. Jakmile dorazil do Philadelphie, začal používat standardizovaný proces suchých desek, který zahrnoval rychlejší expoziční časy. Ty byly vytištěny pomocí fotomechanického procesu kalotypie.

## Obsah a publikování

Animace zahalené ženy, která otevírá slunečník a otáčí se

Publikované portfolio obsahovalo desky o rozměrech 19 x 24 palců v rámech 36 x 36 palců, číslovaných od 1 do 781 v pořadí většinou založeném na druzích pohybu (počínaje „chůzí“ následovanou „chůzí a otáčením“, „rozebíhání", "běh" atd.). Kniha byla vydána v roce 1887, v jedenácti kategorizovaných svazcích s titulními stranami obsahuje snímky technikou kalotypie a je rozdělena do několika dílů:
- Volume I Males (nazí)
- Volume II Males (nazí)
- Volume III Females (nazí)
- Volume IV Females (nazí)
- Volume V Males (polonazí)
- Volume VI Females (polonazí a transparentí oblečení)
- Volume VII Males and Females (oblečení)
- Volume VIII Abnormal Movements. Males and Females (nazí a polonazí)
- Volume IX Horses (koně)
- Volume X Domestic Animals (domácí zvířata)
- Volume XI Wild Animals and Birds (divoká zvířata a ptáci)[24]

Případně měli jednotliví předplatitelé možnost vybrat si 100 desek dle vlastního výběru z prospektu portfolia a kompletního katalogu za 100 amerických dolarů. Zdá se, že klasifikace a pořadí subjektů naznačuje hierarchii od nahých lidských postav až po ptactvo.

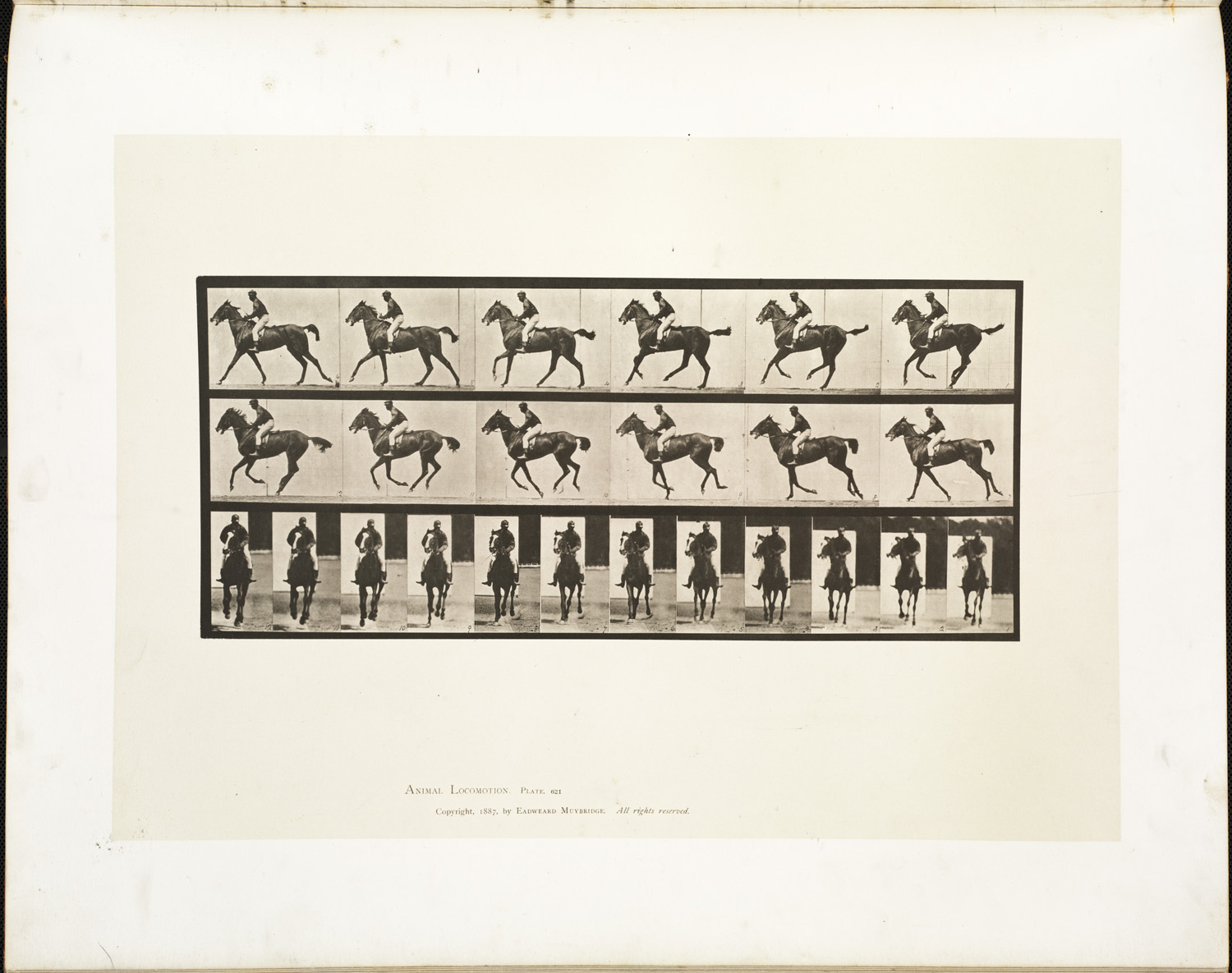
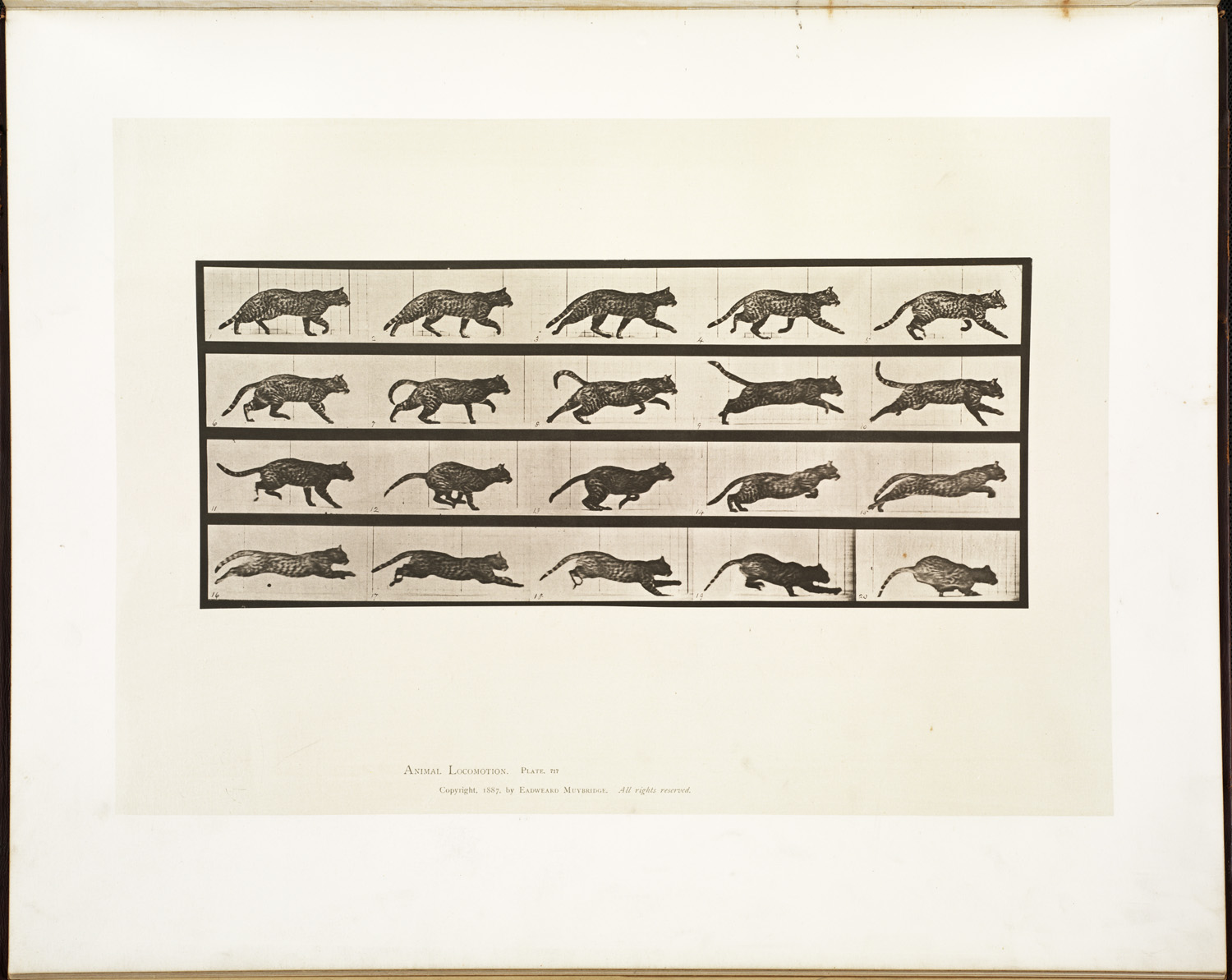
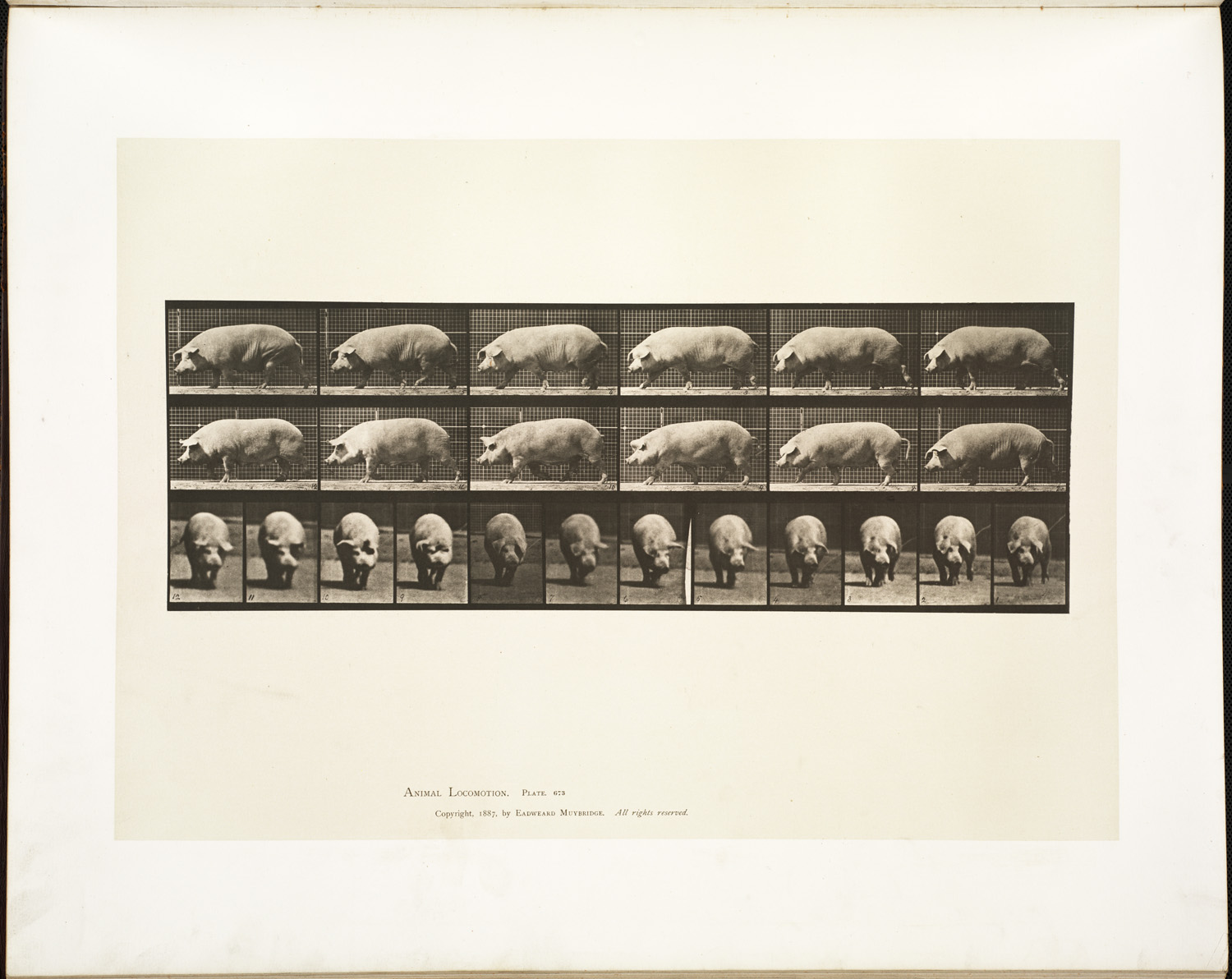
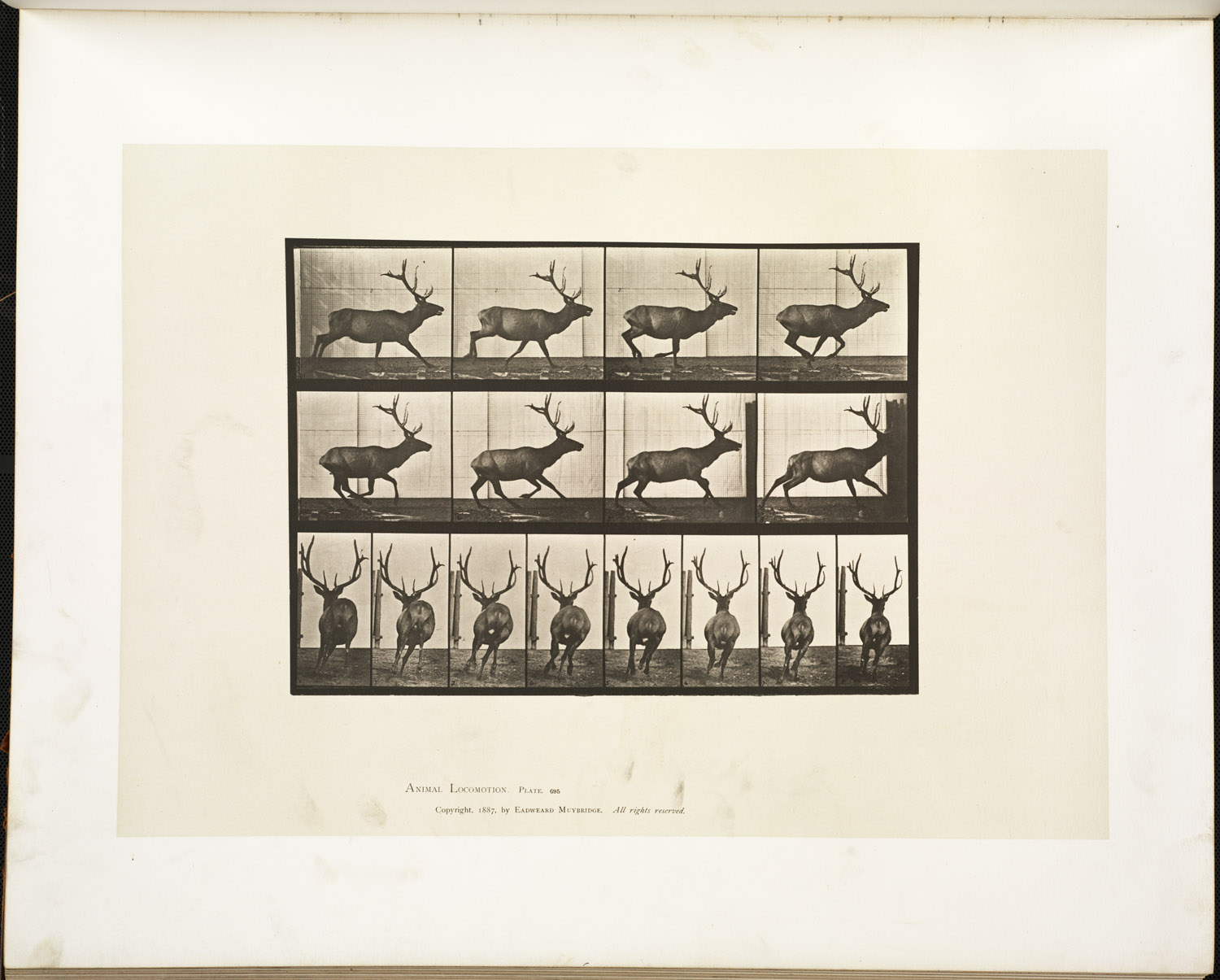
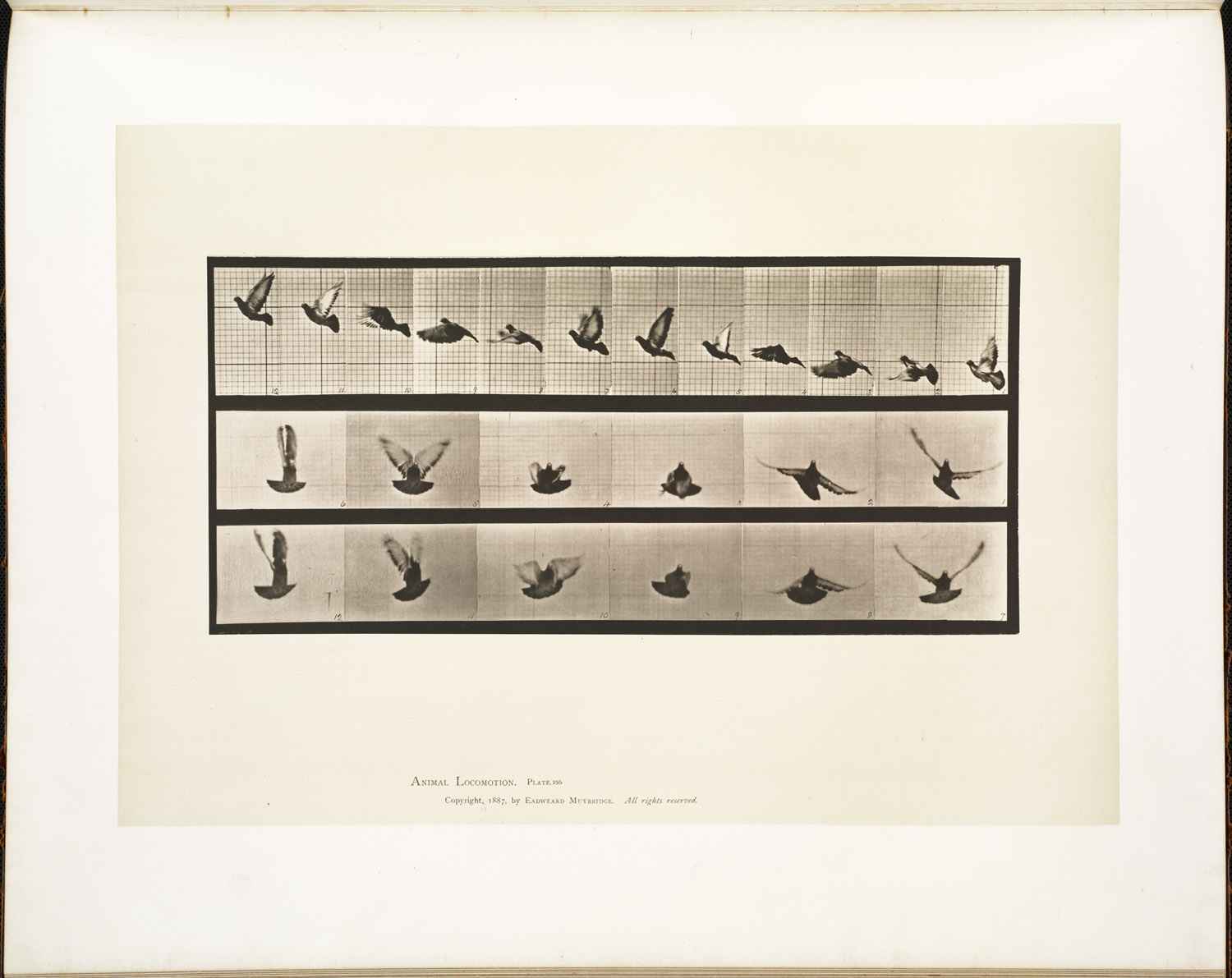

Muybridge klasifikoval své dospělé mužské modely podle jejich profese, dospělé ženské modely („vybrané ze všech společenských tříd“) podle jejich rodinného stavu, věku a stavby. Sám sebe (model 95) popsal jako „bývalého sportovce ve věku kolem šedesáti“.
Na rozdíl od zvířecího zaměření naznačeného názvem kolekce bylo 514 desek mužů a žen v pohybu, 27 desek abnormálních mužských a ženských pohybů, 16 dětských, 5 dospělých mužských pohybů rukou a pouze 221 se zvířecími subjekty. Na mnoha deskách se zvířaty byli koně, částečně v důsledku Muybridgeovy nabídky soukromým vlastníkům vyfotografovat své koně výměnou za příspěvek na náklady studie.
V mnoha případech lidské obrazy představovaly nahé nebo polonahé muže nebo ženy, přímo konfrontující místní spor o použití nahých modelů v umění. I když byla zvířata typicky fotografována při běhu nebo chůzi přes rám, lidé byli také zobrazeni při provádění činností od typických denních úkolů až po soutěžní atletiku.

## Přijetí
Muybridgeův projekt Animal Locomotion vzbudil pozornost ve zprávách, které informovaly o fotografickém projektu, o jeho neobvyklém charakteru a výstřednostech. Ztvárnění nahých osob ve sbírce bylo předmětem řízené vědecké studie.
Ačkoli byly koncipovány a původně přijímány jako vědecká studie, historici poznamenávají, že mnoho desek Animal Locomotion má s vědou málo společného. Zatímco většina mužských postav se věnovalo sportu nebo fyzické práci, většina pohybů ženských subjektů byla doplněna rekvizitami, aby vytvořily více nápadité prostředí, vztahující se k genderovým tradicím kultury 19. století. Mnohé z desek nejsou objektivními záznamy, které byly navrženy použitím chronografu a mřížky na pozadí; Muybridge se více zabýval estetikou, a tak snímky ořezával, volně vynechával prvky sekvence nebo kombinoval snímky z různých záběrů.

## Dědictví a inspirace
Historici a teoretici navrhli, že Muybridgeova práce na pohybu zvířat ovlivnila řadu dalších umělců, fotografů a filmařů, kromě jiných například Marcela Duchampa, Thomase Eakinse nebo Walta Disneye.
Skladatel Philip Glass vytvořil v roce 1982 třídílnou komorní operu s názvem The Photographer, která obsahovala diashow pohybových studií ve druhém dějství.
Konceptuální umělec Sol LeWitt se inspiroval sériovou povahou studií Animal Locomotion a vytvořil díla, která na ni přímo odkazují.
Básník a legendární zpěvák Jim Morrison o projektu ve svém cyklu The Lords and New Creatures (1970) napsal: „Muybridge nasnímal svá zvířata ze zoologické zahrady ve Filadelfii, muži performeři z univerzity. Ženy byly profesionální umělkyně, modelky, herečky a tanečnice, které se předváděly nahé před 48 kamerami.“
V roce 1992 uspořádala Addisonská galerie amerického umění výstavu Motion and Document–Sequence and Time: Eadweard Muybridge and Contemporary American Photography, která spojila Muybridgeovy studie pohybu zvířat s prací 42 umělců a fotografů, mezi nimiž byli Vito Acconci a Sarah Charlesworthová. Výstava později cestovala do Muzea umění Long Beach.
Animace z jedné desky koně Animal Locomotion byla použita pro sváteční logo Google 9. dubna 2012 k připomenutí 182. výročí Muybridgeových narozenin.
Animace Muybridgeových obrázků cválajícího koně Annie G. (deska 626) byla uvedena ve sci-fi hororovém filmu Jordana Peeleho z roku 2022 Ne. Ve filmu postava Keke Palmer Emerald "Em" Haywood tvrdí, že ona, její bratr O. J. Haywood (Daniel Kaluuya) a jejich otec jsou přímými potomky jezdce na fotografiích.

## Sbírky
Pensylvánská univerzita opatruje a uchovává Muybridgeovu kolekci, která obsahuje 740 ze 781 desek, spolu s některým z jeho fotografického vybavení. Obrázky ze série jsou uloženy v mnoha stálých veřejných sbírkách, jako jsou například: Royal Academy of Arts, Pennsylvania Academy of the Fine Arts, Metropolitní muzeum umění, Brooklynské muzeum, Muzeum moderního umění a další.

## Galerie

Bizon americký klusající, animace
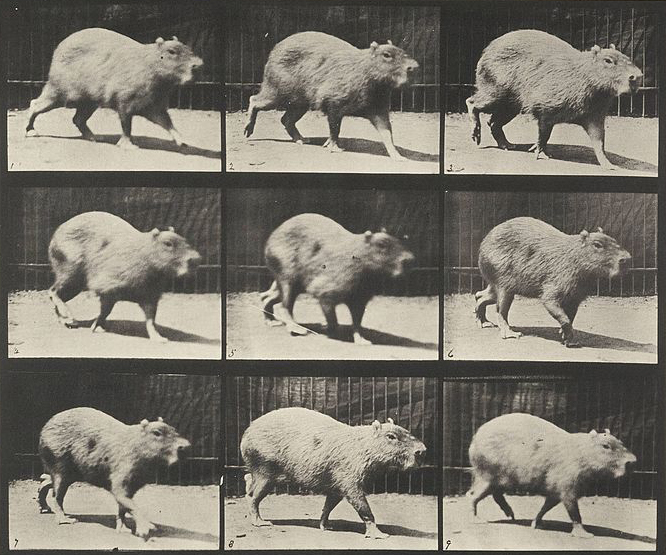
Chůze kapybary
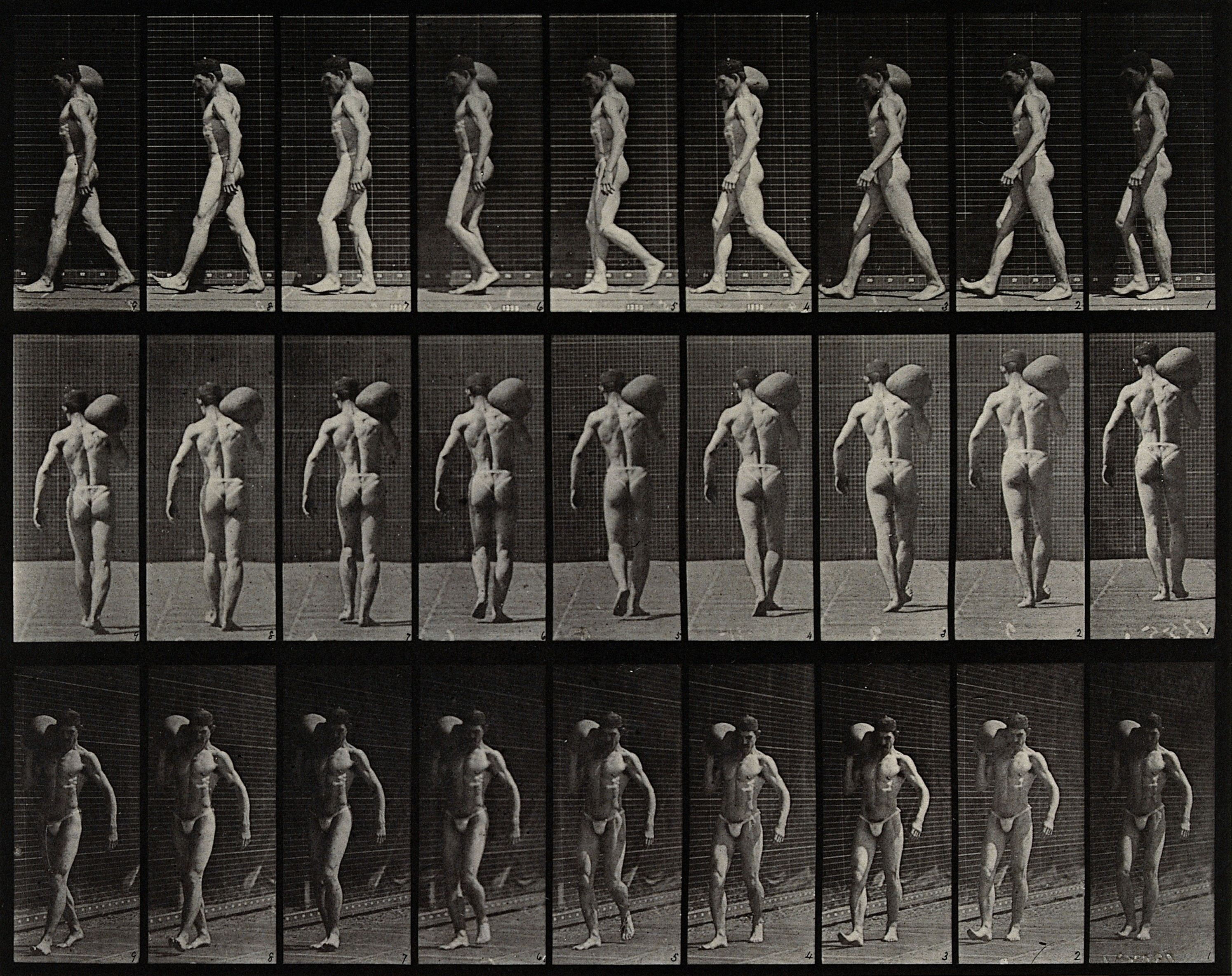
Muž, který jde a nese zátěž na rameni
Žena jdoucí ze schodů, 1887
Kopající mula